# Toonzai
Toonzai est un programme télévisé anciennement diffusé sur la chaîne The CW Television Network du 24 mai 2008 et 18 août 2012. Le programme est le résultat de cinq années de complicité entre 4Kids Entertainment et The CW. Le nom du programme est un jeu de mots entre « toon » et le terme japonais banzaï, reflétant la majorité des anime diffusés.

## Histoire

### Origine et lancement
Le 2 octobre 2007, la chaîne annonce que, à la suite d'une décision prise par Warner Bros. et CBS, les sociétés parentes de The CW, elle suspendrait la diffusion du programme Kids' WB, et l'attribuent à 4Kids Entertainment,,. Kids' WB met fin à la diffusion de The CW le 17 mai 2008 (Kids' WB, comme pour The WB Television Network d'où le programme est originaire, puis relancé uniquement en tant service en-ligne de vidéo à la demande). 4Kids Entertainment prend contrôle du programme le 24 mai 2008, et le diffuse pour la première fois sous le nom de The CW4Kids. En plus des droits du programme, 4Kids possède également les revenus publicitaires.
Le 27 avril 2010, 4Kids annonce le renommage de CW4Kids en Toonzai, le changement étant effectué le 14 août 2010,.

### Rachat et fin
Le 26 juin 2012, Kidsco Media Ventures, un groupe affilié à celui de Saban Capital Group, conclut un accord pour obtenir les droits du programme avec 4Kids. Le 2 juillet 2012, il est annoncé que Saban Brands, par le biais de Kidsco Media Ventures, débuterait la diffusion du programme, qui sera relancé sous le nom de Vortexx,. Toonzai s'étend sur The CW le 18 août 2012 après un marathon Yu-Gi-Oh!, et Vortexx diffusé la première fois la semaine suivante le 25 août 2012. Certaines séries de Toonzai dont Cubix: Robots for Everyone, Yu-Gi-Oh!, Yu-Gi-Oh! Zexal, Sonic X et Dragon Ball Z Kai sont diffusées sur les nouveaux programmes,,.

## Séries diffusées
- Eon Kid (2008)
- Johnny Test (2008)
- Le Monde de Quest (World of Quest) (2008)
- Batman (The Batman) (2008)
- Tom et Jerry Tales (Tom and Jerry Tales) (2008)
- Yu-Gi-Oh! GX (2008)
- Magi-Nation (en) (2008)
- Viva Piñata (2008)
- The Spectacular Spider-Man (2008-2009)
- Will and Dewitt (2008-2009)
- Kirby: Right Back at Ya! (2009)
- Sméchariki (GoGoRiki) (2008-2009)
- Huntik : Le Choc des Titans (Huntik: Secrets & Seekers) (2009)
- Kamen Rider Dragon Knight (2008-2009)
- RollBots (2009-2010)
- Chaotic (2008-2010)
- Skunk Fu! (2008 et 2010)
- Winx Club (2009-2010)
- Les Tortues Ninja (Teenage Mutant Ninja Turtles) (2008-2010)